# Marie Wolf
Pour les articles homonymes, voir Wolf.
 (décembre 2024).
La mise en forme du texte ne suit pas les recommandations de Wikipédia : il faut le « wikifier ».
Les points d'amélioration suivants sont les cas les plus fréquents. Le détail des points à revoir est peut-être précisé sur la page de discussion.
- Les titres sont pré-formatés par le logiciel. Ils ne sont ni en capitales, ni en gras.
- Le texte ne doit pas être écrit en capitales (les noms de famille non plus), ni en gras, ni en italique, ni en « petit »…
- Le gras n'est utilisé que pour surligner le titre de l'article dans l'introduction, une seule fois.
- L'italique est rarement utilisé : mots en langue étrangère, titres d'œuvres, noms de bateaux, etc.
- Les citations ne sont pas en italique mais en corps de texte normal. Elles sont entourées par des guillemets français : « et ».
- Les listes à puces sont à éviter, des paragraphes rédigés étant largement préférés. Les tableaux sont à réserver à la présentation de données structurées (résultats, etc.).
- Les appels de note de bas de page (petits chiffres en exposant, introduits par l'outil «  Source ») sont à placer entre la fin de phrase et le point final[comme ça].
- Les liens internes (vers d'autres articles de Wikipédia) sont à choisir avec parcimonie. Créez des liens vers des articles approfondissant le sujet. Les termes génériques sans rapport avec le sujet sont à éviter, ainsi que les répétitions de liens vers un même terme.
- Les liens externes sont à placer uniquement dans une section « Liens externes », à la fin de l'article. Ces liens sont à choisir avec parcimonie suivant les règles définies. Si un lien sert de source à l'article, son insertion dans le texte est à faire par les notes de bas de page.
- La présentation des références doit suivre les conventions bibliographiques. Il est recommandé d'utiliser les modèles {{Ouvrage}}, {{Chapitre}}, {{Article}}, {{Lien web}} et/ou {{Bibliographie}}. Le mode d'édition visuel peut mettre en forme automatiquement les références.
- Insérer une infobox (cadre d'informations à droite) n'est pas obligatoire pour parachever la mise en page.

Pour une aide détaillée, merci de consulter Aide:Wikification.
Si vous pensez que ces points ont été résolus, vous pouvez retirer ce bandeau et améliorer la mise en forme d'un autre article.
Marie Wolf, également Maria Wolf (née le 20 avril 1868 à Sommeri et décédée le 28 février 1935 à Frauenfeld), est une entrepreneure et facteur d'instruments suisse possédant une usine d'instruments à vent à Frauenfeld.

## Enfance et jeunesse
Marie Wolf est la fille illégitime de Maria Lötscher, son père étant inconnu. Il demeure incertain si elle est la fille biologique de Johann Wolf (ou Wolff). Celui-ci épouse Maria Lötscher à Milan en 1880, après avoir divorcé de Karoline Kronenberg, avec qui il avait eu deux enfants. À la suite de ce mariage, il est probable que Marie adopte le nom de Wolf et celui de sa ville d’enregistrement. La famille Wolf est enregistrée à Frauenfeld à partir de 1880.
À partir de 1885, la famille réside et travaille au 18 Thundorferstrasse, où se trouve encore aujourd’hui le bâtiment connu sous le nom de « Trompetenhüsli ». Peu d’éléments sont connus sur l’enfance et la jeunesse de Marie Wolf, notamment si elle a suivi une formation formelle en lutherie. Il est toutefois supposé qu’elle a fréquemment fréquenté l’atelier de Johann Wolf, ce qui lui aurait permis d’acquérir des compétences et des connaissances sur la fabrication d’instruments.

## Usine d'instruments de musique à vent
La société Wolf se distingue par sa renommée et sa prospérité sous la direction de Marie Wolf. Aux côtés d’autres fabricants suisses d’instruments de cuivre, tels que Hirsbrunner (Sumiswald et Aarau) et Cyprian (Aarau), elle figure parmi les principales entreprises du secteur. La société participe à plusieurs expositions majeures, notamment l’Exposition nationale suisse de 1883, l’Exposition universelle de Paris en 1889, l’Exposition commerciale de Frauenfeld en 1893, et l’Exposition nationale de Genève en 1896.
En 1906, Marie Wolf enregistre officiellement son entreprise sous le nom de « M. Wolf, fabrication d'instruments de musique » au registre du commerce. La société se voit décerner plusieurs prix pour la qualité de ses instruments, confirmant sa place de leader dans le domaine.
Plus de 210 instruments de la compagnie M. Wolf font partie de la collection du Wolf Wind Music Instrument Museum. D'autres pièces sont conservées au Musée Klingenden de Berne, au Musée historique de Thurgovie, au Musée de la musique à Paris et au Musée des instruments de St Cecilia's Hall à Édimbourg. Les instruments de la compagnie continuent d’être utilisés pour interpréter de la musique, témoignant de leur qualité et de leur durabilité,.
L'entreprise M. Wolf trouve ses origines en 1879, comme l'attestent deux papiers à en-tête conservés dans les archives de Frauenfeld. À la mort de Johann Wolf, beau-père de Marie Wolf, en 1889, celle-ci reprend la direction de l’usine à seulement 18 ans, aux côtés de sa mère et de deux assistantes. Après le décès de sa mère en 1893, Marie Wolf, alors âgée de 26 ans, continue de diriger l’entreprise avec le nouvel atelier-chef, Rudolf Walenta, âgé de 18 ans (né le 10 avril 1875 à Graslitz, CZ, et décédé le 7 juillet 1933).
L’entreprise s’inscrit dans la tradition bohème, en lien avec les origines de Rudolf Walenta. Sa sœur cadette, Maria Walenta, rejoint également Frauenfeld et prend vraisemblablement en charge la gestion du foyer de la famille Wolf. Elle réside au « Trompetenhüsli » jusqu’à son décès, le 27 mai 1961. Dans son testament, Maria Wolf stipule la création d’un fonds Wolf-Walenta, marquant ainsi l’héritage familial.
La société M. Wolf se distingue particulièrement par ses cloches. En 1894, Marie Wolf dépose un brevet pour une « nouvelle valve cylindrique pour instruments de musique en cuivre ». La fabrication des différentes pièces, ainsi que celle des instruments complets, est principalement réalisée en République tchèque. La production d’une seule trompette nécessite le travail de dix ouvriers. Les pièces et instruments importés sont ensuite assemblés dans les ateliers de Frauenfeld.
L’entreprise fournit des instruments pour des sociétés musicales entières ainsi que pour l’armée suisse. Parmi les instruments produits figurent des trompettes, des trombones, des tubas et des cors. Chaque instrument porte une gravure attestant de son origine : « M. Wolf, fabricant d'instruments de musique Frauenfeld ».

## Distinctions
De 1989 à 2001, le Fonds Wolf-Walenta soutient financièrement le corps musical des jeunes et l'école de musique des jeunes. L'objectif principal de la fondation, qui prévoyait la construction d'une fontaine et d'un pavillon de musique dans le Burstelpark de Frauenfeld, n'a été que partiellement réalisé. En l'absence de besoin pour une scène musicale, un jeu d'eau est aménagé dans le parc en 1975. En 1976, une sculpture en bronze intitulée Mère et enfant de l'artiste Ursula Weber-Fehr est installée en hommage à Marie Wolf.
En 2007, le rôle de Marie Wolf en tant que femme d’affaires et fabricante d’instruments est mis à l’honneur dans une exposition au Musée historique de Thurgovie, intitulée Ils ont présenté : son mari, le facteur d’instruments Marie Wolf et la photographe Martha Gubler. À cette occasion, le commissaire de l’exposition, Alexander Leumann, donne une conférence intitulée Marie Wolf – une femme presque oubliée de Frauenfeld.
Le bâtiment situé au 18 Thundorferstrasse à Frauenfeld, construit en 1545, est rénové en 2019-2020 après avoir été laissé inhabité pendant 50 ans. Le nom Trompetenhüsli, visible également sur la façade, fait référence à son ancienne fonction d'atelier de fabrication d'instruments à vent. Les instruments de M. Wolf, issus de la collection de Beat Wyss, y sont exposés dans tout le bâtiment,.